# Jean-Marie Kerleroux
Jean-Marie Kerleroux, né le 25 février 1936 à Besançon, non loin de Pin-l'Emagny, est un dessinateur et journaliste français.
Il publie son premier dessin dans Arts & Spectacles en 1965. Il publiera dans Constellation, Plexus, Pilote, Politique hebdo, Le fou parle, Libération, Le Canard enchaîné, Le Matin, Le Monde, Le Gri-Gri international, etc.
En 1957, il effectue un bref passage aux Arts déco à Paris. Il entre au Canard enchaîné en 1971. Il commence sa collaboration au Monde en 1995, pour lequel il réalise aujourd'hui la rubrique "Les gens".
On lui doit en particulier la phrase : « La mortalité a beaucoup baissé dans nos sociétés, mais l'immortalité n'a fait aucun progrès ».